# Adatom
Adatom – atom adsorbowany na powierzchni ciała stałego.
Nazwę utworzono przez połączenie adsorpcja i atom.